# Russie aux Jeux olympiques d'été de 2012
La Russie participe aux Jeux olympiques d'été de 2012 à Londres. Il s'agit de sa 8e participation à des Jeux olympiques d'été.

## Médaillés

### Médailles d'or
| Sport                  | Discipline                 | Athlète(s) | Performance | Date       |
| Médailles d'or : 18    |                            | |             |            |
| Athlétisme             | Saut en hauteur femmes     | Anna Chicherova | 2,05 m      | 11 août    |
| Boxe                   | Poids mi-lourds hommes     | Egor Mekhontsev | 15+ - 15    | 12 août    |
| Canoë-kayak            | K2 200 mètres hommes       | Yury Postrigay Aleksandr Dyachenko | 33 s 507    | 11 août    |
| Gymnastique artistique | Barres asymétriques femmes | Aliya Mustafina | 16.133      | 6 août     |
| Gymnastique rythmique  | Concours individuel        | Evguenia Kanaïeva | 116.900     | 11 août    |
| Gymnastique rythmique  | Concours des ensembles     | Ksenia Dudkina Alina Makarenko Uliana Donskova Anastasia Bliznyuk Karolina Sevastyanova Anastasia Nazarenko                                                                                          | 57.000      | 12 août    |
| Judo                   | Moins de 60 kg hommes      | Arsen Galstyan | ippon       | 28 juillet |
| Judo                   | Moins de 73 kg hommes      | Mansur Isaev | yuko        | 30 juillet |
| Judo                   | Moins de 100 kg hommes     | Tagir Khaibulaev | ippon       | 2 août     |
| Lutte                  | Moins de 74 kg hommes      | Roman Vlasov | 1-0 / 1-0   | 5 août     |
| Lutte                  | Moins de 84 kg hommes      | Alan Khougaïev | 1-0 / 2-0   | 6 août     |
| Lutte                  | Moins de 72 kg femmes      | Natalia Vorobieva | 0-1 / 3F-0  | 9 août     |
| Lutte                  | Moins de 55 kg hommes      | Djamal Otarsultanov | 1-0 / 4-3   | 10 août    |
| Lutte                  | 120 kg hommes              | Bylal Makhov | 1-0 / 4-3   | 10 août    |
| Natation synchronisée  | Duo                        | Natalia Ishchenko Svetlana Romashina | 98.900      | 7 août     |
| Natation synchronisée  | Ballet                     | Anastasia Davydova Mariya Gromova Natalia Ishchenko Elvira Khasyanova Daria Korobova, Alexandra Patskevich Svetlana Romashina Anjelika Timanina Alla Shishkina                                       | 197.030     | 10 août    |
| Plongeon               | Tremplin à 3 mètres hommes | Ilia Zakharov | 555.90      | 7 août     |
| Volley-ball            | Tournoi masculin           | Nikolay Apalikov Taras Khtey Sergueï Grankine Serguei Tetioukine Aleksandr Sokolov Yury Berezhko Aleksandr Butko Dmitriy Muserskiy Dmitri Ilinykh Maxim Mikhaylov Aleksandr Volkov Aleksey Obmochaev | 3 - 2       | 12 août    |

| Sport                  |    |    |    | Total |
| Athlétisme             | 1  | 3  | 2  | 8     |
| Badminton              | 0  | 0  | 1  | 1     |
| Basket-ball            | 0  | 0  | 1  | 1     |
| Boxe                   | 1  | 2  | 3  | 6     |
| Canoë-kayak            | 1  | 1  | 1  | 3     |
| Cyclisme               | 0  | 0  | 2  | 2     |
| Escrime                | 0  | 2  | 1  | 3     |
| Gymnastique artistique | 1  | 3  | 4  | 8     |
| Gymnastique rythmique  | 2  | 1  | 0  | 3     |
| Haltérophilie          | 0  | 1  | 1  | 2     |
| Judo                   | 3  | 1  | 1  | 5     |
| Lutte                  | 5  | 2  | 4  | 11    |
| Natation               | 0  | 2  | 2  | 4     |
| Natation synchronisée  | 2  | 0  | 0  | 2     |
| Plongeon               | 1  | 1  | 0  | 2     |
| Taekwondo              | 0  | 0  | 2  | 2     |
| Tennis                 | 0  | 1  | 1  | 2     |
| Tir                    | 0  | 0  | 1  | 1     |
| Trampoline             | 0  | 1  | 0  | 1     |
| Volley-ball            | 1  | 0  | 0  | 1     |
| Total                  | 18 | 21 | 27 | 66    |

| Jour       |   |   |   | Total |
| 28 juillet | 1 | - | - | 1     |
| 29 juillet | - | - | 3 | 3     |
| 30 juillet | 1 | - | - | 1     |
| 31 juillet | - | 1 | 1 | 2     |
| 1er août   | - | 2 | 1 | 3     |
| 2 août     | 1 | 2 | 3 | 6     |
| 3 août     | - | 4 | 1 | 5     |
| 4 août     | - | 1 | 1 | 2     |
| 5 août     | 1 | 1 | 5 | 7     |
| 6 août     | 2 | 1 | 2 | 5     |
| 7 août     | 2 | 1 | 1 | 4     |
| 8 août     | 0 | 1 | 2 | 3     |
| 9 août     | 1 | 2 | 1 | 4     |
| 10 août    | 3 | 1 | 4 | 8     |
| 11 août    | 3 | 4 | 1 | 8     |
| 12 août    | 3 | - | 1 | 4     |

### Médailles d'argent
| Sport                   | Discipline                             | Athlète(s)                                                                        | Performance   | Date       |
| Médailles d'argent : 21 |                                        |                                                                                   |               |            |
| Athlétisme              | Saut en longueur femmes                | Elena Sokolova                                                                    | 7,07 m        | 8 août     |
| Athlétisme              | 800 m femmes                           | Ekaterina Poistogova                                                              | 1 min 57s 53  | 11 août    |
| Athlétisme              | 1 500 m                                | Tatyana Tomashova                                                                 | 4 min 10 s 90 | 10 août    |
| Boxe                    | Poids légers femmes                    | Sofya Ochigava                                                                    | 8 - 10        | 9 août     |
| Boxe                    | Poids moyens femmes                    | Nadezda Torlopova                                                                 | 12 - 19       | 9 août     |
| Canoë-kayak             | C2 200 mètres hommes                   | Ivan Shtyl                                                                        |               | 11 août    |
| Escrime                 | Sabre féminin individuel               | Sofia Velikaïa                                                                    | 9-15          | 1er août   |
| Escrime                 | Fleuret féminin par équipes            | Inna Deriglazova Larisa Korobeynikova Aïda Chanaïeva                              | 31 - 45       | 2 août     |
| Gymnastique artistique  | Concours général par équipes femmes    | Ksenia Afanasyeva Anastasia Grishina Viktoria Komova Aliya Mustafina Maria Paseka | 178.530       | 31 juillet |
| Gymnastique artistique  | Concours général individuel femmes     | Viktoria Komova                                                                   | 61.973        | 2 août     |
| Gymnastique artistique  | Saut de cheval hommes                  | Denis Ablyazin                                                                    | 16.399        | 6 août     |
| Gymnastique rythmique   | Concours individuel                    | Daria Dmitrieva                                                                   | 114.500       | 11 août    |
| Haltérophilie           | Plus de 75 kg femmes                   | Tatiana Kashirina                                                                 | 332 kg        | 5 août     |
| Judo                    | Plus de 100 kg hommes                  | Alexander Mikhaylin                                                               |               | 3 août     |
| Lutte                   | Moins de 96 kg hommes                  | Rustam Totrov                                                                     | 0-2 / 0-1     | 7 août     |
| Lutte                   | Moins de 60 kg hommes                  | Besik Kudukhov                                                                    | 0-1 / 0-5     | 11 août    |
| Natation                | 100 m papillon hommes                  | Evgeny Korotyshkin                                                                | 51 s 44       | 3 août     |
| Natation                | 200 m dos femmes                       | Anastasia Zueva                                                                   | 2 min 05 s 92 | 3 août     |
| Plongeon                | Tremplin à 3 mètres synchronisé hommes | Ilia Zakharov Ievgueni Kouznetsov                                                 | 459.63        | 1er août   |
| Tennis                  | Simple dames                           | Maria Sharapova                                                                   | 0-6 / 1-6     | 4 août     |
| Trampoline              | Concours hommes                        | Dmitry Ushakov                                                                    | 61.769        | 3 août     |

### Médailles de bronze
| Sport                    | Discipline                         | Athlète(s) | Performance         | Date       |
| Médailles de bronze : 27 |                                    | |                     |            |
| Athlétisme               | Saut à la perche femmes            | Yelena Isinbayeva | 4,70 m              | 6 août     |
| Athlétisme               | Marathon femmes                    | Tatyana Petrova Arkhipova | 2 h 23 min 29 s     | 5 août     |
| Badminton                | Double dames                       | Valeria Sorokina Nina Vislova | 21-9 / 21-10        | 4 août     |
| Basket-ball              | Tournoi masculin                   | Semion Antonov Vitaly Fridzon Sergey Karasev Sasha Kaun Viktor Khryapa Dmitri Khvostov Andrei Kirilenko Sergueï Monya Timofeï Mozgov Anton Ponkrachov Alexey Shved Evgeny Voronov | 81 - 77             | 12 août    |
| Boxe                     | Poids mi-mouches hommes            | David Ayrapetyan | 12 - 13             | 10 août    |
| Boxe                     | Poids mouches hommes               | Misha Aloyan | 11 - 15             | 10 août    |
| Boxe                     | Poids welters hommes               | Andrey Zamkovoy | 12 - 18             | 10 août    |
| Canoë-kayak              | C2 1000 mètres hommes              | Alekseï Korovachkov Ilya Pervukhin | 3 min 36 s 414      | 9 août     |
| Cyclisme sur route       | Course en ligne féminine           | Olga Zabelinskaïa |                     | 29 juillet |
| Cyclisme sur route       | Contre-la-montre féminin           | Olga Zabelinskaïa | 37 min 57 s 35      | 1er août   |
| Escrime                  | Sabre masculin individuel          | Nikolay Kovalev | 15 - 10             | 29 juillet |
| Gymnastique artistique   | Concours général individuel femmes | Aliya Mustafina | 59.566              | 2 août     |
| Gymnastique artistique   | Sol hommes                         | Denis Ablyazin | 15.800              | 5 août     |
| Gymnastique artistique   | Saut de cheval femmes              | Maria Paseka | 15.050              | 5 août     |
| Gymnastique artistique   | Sol femmes                         | Aliya Mustafina | 14.900              | 7 août     |
| Haltérophilie            | Plus de 105 kg hommes              | Ruslan Albegov | 448 kg              | 3 août     |
| Judo                     | Moins de 81 kg hommes              | Ivan Nifontov |                     | 31 juillet |
| Lutte                    | Moins de 55 kg hommes              | Mingiyan Semenov | 3-1 / 1-0           | 5 août     |
| Lutte                    | Moins de 60 kg hommes              | Zaur Kuramagomedov | 2-0 / 3-0           | 6 août     |
| Lutte                    | Moins de 63 kg femmes              | Lubov Volosova | 0-1 / 3-1 / 1-0     | 8 août     |
| Lutte                    | Moins de 74 kg hommes              | Denis Tsargush | 1-0 / 2-0           | 10 août    |
| Natation                 | Relais 4 × 100 m nage libre hommes | Sergei Fesikov Andrey Grechin Danila Izotov Evgeny Lagunov Nikita Lobintsev Vladimir Morozov                                                                                      | 3 min 11 s 41       | 29 juillet |
| Natation                 | 200 m brasse femmes                | Yuliya Efimova | 2 min 20 s 92 (REu) | 2 août     |
| Taekwondo                | Moins de 58 kg hommes              | Alekseï Denissenko | 3 - 1               | 8 août     |
| Taekwondo                | Plus de 67 kg femmes               | Anastasia Baryshnikova | 7 - 6               | 11 août    |
| Tennis                   | Double dames                       | Maria Kirilenko Nadia Petrova | 4-6 / 6-4 / 6-1     | 5 août     |
| Tir                      | Double trap hommes                 | Maria Kirilenko Vasily Mosin | 185                 | 2 août     |

## Athlétisme
| Hommes - 400 m: Pavel Trenikhin, Maksim Dyldin - 800 m: Yuriy Borzakovskiy, Dmitriy Bogdanov - 1500 m: Egor Nikolaev - relais 4×400 m: Denis Alekseyev, Maksim Dyldin, Vladimir Krasnov, Valentin Kruglyakov, Sergey Petukhov, Pavel Trenikhin - 110 m haies: Evgeniy Borisov, Igor Peremota - 400 m haies: Viacheslav Sakaev - 3000 m steeplechase: Nikolay Chavkin - Marathon: Aleksey Reunkov, Georgiy Andreyev, Dmitriy Safronov - saut en longueur: Aleksandr Menkov, Sergey Morgunov, Aleksandr Petrov - Triple saut: Lyukman Adams - Saut en hauteur: Aleksandr Shustov, Andrey Silnov, Ivan Ukhov - Saut à la perche: Evgeniy Lukyanenko, Sergey Kucheryanu, Dmitriy Starodubtsev - Lancer du poids: Kirill Ikonnikov, Igor Vinichenko, Aleksey Zagornyi - Javelot: Ilya Korotkov - Lancer du disque: Sergey Kucheryanu - Marteau: Kirill Ikonnikov, Igor Vinichenko, Aleksey Zagornyi - Décathlon: Ilya Shkurenyov, Sergey Sviridov - 20 km marche: - 50 km marche: | Femmes - 100 m: Olga Belkina - 200 m: Aleksandra Fedoriva - 400 m: Tatyana Firova - 800 m: Elena Arzhakova - 1500 m: - 5000 m: Olga Golovkina, Elena Nagovitsyna - 10000 m: Yelizaveta Grechishnikova - relais 4×100 m: - relais 4×400 m : - 100 m haies: Tatyana Dektyareva, Yekaterina Galitskaya - 400 m haies: Natalya Antyukh, Yelena Churakova, Irina Davydova - 3000 m steeple: - Marathon: - Saut en longueur: - Triple saut: - Saut en hauteur: - Saut à la perche: Yelena Isinbayeva - Lancer du poids: - Javelot: - Lancer du disque: - Marteau: - Heptathlon: - 20 km marche: |

## Aviron
Hommes
| Athlète                                                              | Compétition      | Séries        | Séries | Repêchage | Repêchage | Quarts de finale | Quarts de finale | Demi-finales | Demi-finales | Finales | Finales |
| Athlète                                                              | Compétition      | Temps         | Rang   | Temps     | Rang      | Temps            | Rang             | Temps        | Rang         | Temps   | Rang    |
| -------------------------------------------------------------------- | ---------------- | ------------- | ------ | --------- | --------- | ---------------- | ---------------- | ------------ | ------------ | ------- | ------- |
| Sergey Fedorovtsev Nikita Morgachev Vladislav Ryabtsev Alexei Svirin | Quatre de couple | 5 min 42 s 26 | 1er    | -         | -         | NC               | NC               |              |              |         |         |

Femmes
| Athlète       | Compétition | Séries | Séries | Repêchage | Repêchage | Quarts de finale | Quarts de finale | Demi-finales | Demi-finales | Finales | Finales |
| Athlète       | Compétition | Temps  | Rang   | Temps     | Rang      | Temps            | Rang             | Temps        | Rang         | Temps   | Rang    |
| ------------- | ----------- | ------ | ------ | --------- | --------- | ---------------- | ---------------- | ------------ | ------------ | ------- | ------- |
| Yuliya Levina | Skiff       |        |        |           |           |                  |                  |              |              |         |         |

## Badminton
| Athlète                               | Compétition      | Phase de groupe  | Phase de groupe  | Phase de groupe  | Phase de groupe | 8e de finale     | Quarts de finale | Demi-finales     | Finale           | Finale |
| Athlète                               | Compétition      | Adversaire Score | Adversaire Score | Adversaire Score | Rang            | Adversaire Score | Adversaire Score | Adversaire Score | Adversaire Score | Rang   |
| ------------------------------------- | ---------------- | ---------------- | ---------------- | ---------------- | --------------- | ---------------- | ---------------- | ---------------- | ---------------- | ------ |
| Vladimir Ivanov                       | Simple messieurs |                  |                  |                  |                 |                  |                  |                  |                  |        |
| Vladimir Ivanov Ivan Sozonov          | Double messieurs |                  |                  |                  |                 | NC               |                  |                  |                  |        |
| Anastasia Prokopenko                  | Simple dames     |                  |                  |                  |                 |                  |                  |                  |                  |        |
| Valeria Sorokina Nina Vislova         | Double dames     |                  |                  |                  |                 | NC               |                  |                  |                  |        |
| Alexander Nikolaenko Valeria Sorokina | Double mixte     |                  |                  |                  |                 | NC               |                  |                  |                  |        |

## Basket-ball

### Tournoi masculin
Classement
| # | Équipe          | Pts | GP | P | PP | PC | Diff |
| - | --------------- | --- | -- | - | -- | -- | ---- |
| 1 | Australie       |     |    |   |    |    |      |
| 2 | Brésil          |     |    |   |    |    |      |
| 3 | Chine           |     |    |   |    |    |      |
| 4 | Grande-Bretagne |     |    |   |    |    |      |
| 5 | Espagne         |     |    |   |    |    |      |
| 6 | Russie          |     |    |   |    |    |      |

|  | Qualifié pour les quarts de finale                                                                        |
|  | Pts points ; G victoires ; P défaites PP points marqués ; PC points encaissés ; Diff différence de points |

Matchs
| 29 juillet 2012 | Russie | - | Grande-Bretagne | Basketball Arena, Londres |
| 20 h 00 CEST    |        |   |                 |                           |

| 31 juillet 2012 | Chine | - | Russie | Basketball Arena, Londres |
| 9 h 00 CEST     |       |   |        |                           |

| 2 août 2012  | Brésil | - | Russie | Basketball Arena, Londres |
| 16 h 45 CEST |        |   |        |                           |

| 4 août 2012  | Russie | - | Espagne | Basketball Arena, Londres |
| 11 h 15 CEST |        |   |         |                           |

| 6 août 2012 | Australie | - | Russie | Basketball Arena, Londres |
| 9 h 00 CEST |           |   |        |                           |

### Tournoi féminin
Classement
| # | Équipe          | Pts | GP | P | PP | PC | Diff |
| - | --------------- | --- | -- | - | -- | -- | ---- |
| 1 | Australie       |     |    |   |    |    |      |
| 2 | Brésil          |     |    |   |    |    |      |
| 3 | Grande-Bretagne |     |    |   |    |    |      |
| 4 | Russie          |     |    |   |    |    |      |
| 5 | Canada          |     |    |   |    |    |      |
| 6 | France          |     |    |   |    |    |      |

|  | Qualifié pour les quarts de finale                                                                        |
|  | Pts points ; G victoires ; P défaites PP points marqués ; PC points encaissés ; Diff différence de points |

Matchs
| 28 juillet 2012 | Canada | - | Russie | Basketball Arena, Londres |
| 11 h 15 CEST    |        |   |        |                           |

| 30 juillet 2012 | Russie | - | Brésil | Basketball Arena, Londres |
| 16 h 45 CEST    |        |   |        |                           |

| 1er août 2012 | Grande-Bretagne | - | Russie | Basketball Arena, Londres |
| 16 h 45 CEST  |                 |   |        |                           |

| 3 août 2012  | Russie | - | Australie | Basketball Arena, Londres |
| 11 h 15 CEST |        |   |           |                           |

| 5 août 2012 | France | - | Russie | Basketball Arena, Londres |
| 9 h 00 CEST |        |   |        |                           |

## Cyclisme

### Cyclisme sur route
Hommes
| Athlète           | Compétition      | Temps           | Rang |
| ----------------- | ---------------- | --------------- | ---- |
| Denis Menchov     | Course en ligne  | 5 h 46 min 51   | 98e  |
| Denis Menchov     | Contre-la-montre | 54 min 59 s 26  | 20e  |
| Vladimir Isaichev | Course en ligne  | 5 h 46 min 37 s | 52e  |
| Alexandr Kolobnev | Course en ligne  | 5 h 46 min 05 s | 24e  |

Femmes
| Athlète           | Compétition      | Temps           | Rang |
| ----------------- | ---------------- | --------------- | ---- |
| Tatiana Antoshina | Course en ligne  | 3 h 35 min 56 s | 25e  |
| Tatiana Antoshina | Contre-la-montre | 40 min 12 s 49  | 12e  |
| Larisa Pankova    | Course en ligne  | 3 h 37 s 22     | 38e  |
| Olga Zabelinskaïa | Course en ligne  | 3 h 35 min 31 s | 3e   |
| Olga Zabelinskaïa | Contre-la-montre | 37 min 57 s 35  | 3e   |

### Cyclisme sur piste
Vitesse
| Athlète                                       | Compétition                 | Qualification | Séries                   | Quarts de finale         | Demi-finales             | Finale                   | Finale |
| Athlète                                       | Compétition                 | Temps Vitesse | Adversaire Temps Vitesse | Adversaire Temps Vitesse | Adversaire Temps Vitesse | Adversaire Temps Vitesse | Rang   |
| --------------------------------------------- | --------------------------- | ------------- | ------------------------ | ------------------------ | ------------------------ | ------------------------ | ------ |
| Denis Dmitriev                                | Vitesse individuelle hommes |               |                          |                          |                          |                          |        |
| Sergey Borisov Denis Dmitriev Nikita Shurshin | Vitesse par équipes hommes  |               | NC                       |                          | NC                       |                          |        |
| Victoria Baranova                             | Vitesse individuelle femmes |               |                          |                          |                          |                          |        |

Keirin
| Athlète            | Compétition   | 1er tour | Repêchage | 2e tour | Finale |
| Athlète            | Compétition   | Rang     | Rang      | Rang    | Rang   |
| ------------------ | ------------- | -------- | --------- | ------- | ------ |
| Denis Dmitriev     | Keirin hommes |          |           |         |        |
| Ekaterina Gnidenko | Keirin femmes |          |           |         |        |

Poursuite
| Athlète                                                 | Compétition                  | Qualification | Qualification | Demi-finales        | Demi-finales | Finale              | Finale |
| Athlète                                                 | Compétition                  | Temps         | Rang          | Adversaire Résultat | Rang         | Adversaire Résultat | Rang   |
| ------------------------------------------------------- | ---------------------------- | ------------- | ------------- | ------------------- | ------------ | ------------------- | ------ |
| Artur Ershov Ivan Kovalev Alexei Markov Alexander Serov | Poursuite par équipes hommes |               |               |                     |              |                     |        |

Omnium
| Athlète           | Compétition   | Tour lancé | Tour lancé | Course aux points | Course aux points | Élimination | Poursuite           | Poursuite | Scratch | Scratch | Contre-la-montre | Contre-la-montre | Total | Rang |
| Athlète           | Compétition   | Temps      | Rang       | Points            | Rang              | Rang        | Adversaire Résultat | Temps     | Rang    | Temps   | Rang             | Rang             | Total | Rang |
| ----------------- | ------------- | ---------- | ---------- | ----------------- | ----------------- | ----------- | ------------------- | --------- | ------- | ------- | ---------------- | ---------------- | ----- | ---- |
| Evgenia Romanyuta | Omnium femmes |            |            |                   |                   |             |                     |           |         |         |                  |                  |       |      |

### VTT
| Athlète          | Compétition              | Temps | Rang |
| ---------------- | ------------------------ | ----- | ---- |
| Evgeny Pechenin  | Cross-country VTT hommes |       |      |
| Irina Kalentieva | Cross-country VTT femmes |       |      |

## Équitation

### Concours complet
| Athlète          | Cheval        | Compétition | Dressage  | Dressage | Cross-country | Cross-country | Saut d'obstacles | Saut d'obstacles | Saut d'obstacles | Saut d'obstacles | Total     | Total |
| Athlète          | Cheval        | Compétition | Dressage  | Dressage | Cross-country | Cross-country | Qualification    | Qualification    | Finale           | Finale           | Total     | Total |
| Athlète          | Cheval        | Compétition | Pénalités | Rang     | Pénalités     | Rang          | Pénalités        | Rang             | Pénalités        | Rang             | Pénalités | Rang  |
| ---------------- | ------------- | ----------- | --------- | -------- | ------------- | ------------- | ---------------- | ---------------- | ---------------- | ---------------- | --------- | ----- |
| Andrey Korshunov | Fabiy         | Individuel  |           |          |               |               |                  |                  |                  |                  |           |       |
| Mikhail Nastenko | Coolboy Piter | Individuel  |           |          |               |               |                  |                  |                  |                  |           |       |

### Saut d'obstacles
| Athlète          | Cheval  | Compétition | Qualification | Qualification | Qualification | Qualification | Qualification | Qualification | Qualification | Qualification | Finale    | Finale   | Finale    | Finale   | Finale   | Total     | Total |
| Athlète          | Cheval  | Compétition | 1er tour      | 1er tour      | 2e tour       | 2e tour       | 2e tour       | 3e tour       | 3e tour       | 3e tour       | Finale A  | Finale A | Finale B  | Finale B | Finale B | Total     | Total |
| Athlète          | Cheval  | Compétition | Pénalités     | Rang          | Pénalités     | Total         | Rang          | Pénalités     | Total         | Rang          | Pénalités | Rang     | Pénalités | Total    | Rang     | Pénalités | Rang  |
| ---------------- | ------- | ----------- | ------------- | ------------- | ------------- | ------------- | ------------- | ------------- | ------------- | ------------- | --------- | -------- | --------- | -------- | -------- | --------- | ----- |
| Vladimir Tuganov | Lancero | Individuel  |               |               |               |               |               |               |               |               |           |          |           |          |          |           |       |

## Escrime
Hommes
| Athlète                                               | Compétition         | 1/32 de finale   | 1/16 de finale           | 1/8 de finale            | Quarts de finale      | Demi-finales       | Match pour la médaille de bronze | Match pour la médaille de bronze    | Finale           | Finale |
| Athlète                                               | Compétition         | Adversaire Score | Adversaire Score         | Adversaire Score         | Adversaire Score      | Adversaire Score   | Adversaire Score                 | Rang                                | Adversaire Score | Rang   |
| ----------------------------------------------------- | ------------------- | ---------------- | ------------------------ | ------------------------ | --------------------- | ------------------ | -------------------------------- | ----------------------------------- | ---------------- | ------ |
| Pavel Sukhov                                          | Épée individuelle   | NC               | Jung 11-15               |                          |                       |                    |                                  |                                     |                  |        |
| Artur Akhmatkhuzin                                    | Fleuret individuel  | exempt           | Kruse 15-5               | Ma Jianfei 11-15         |                       |                    |                                  |                                     |                  |        |
| Aleksey Cheremisinov                                  | Fleuret individuel  | exempt           | Tarek Ayad 15-6          | Alexander Massialas 15-6 | Andrea Baldini 5-15   |                    |                                  |                                     |                  |        |
| Renal Ganeev                                          | Fleuret individuel  | exempt           | Bachmann 9-15            |                          |                       |                    |                                  |                                     |                  |        |
| Artur Akhmatkhuzin Aleksey Cheremisinov Renal Ganeev  | Fleuret par équipes | NC               | NC                       | NC                       | Allemagne 40-44       |                    |                                  |                                     |                  |        |
| Nikolay Kovalev                                       | Sabre individuel    | exempt           | Williams 15-12           | Won Woo-young 15-11      | Nicolas Limbach 15-12 | Áron Szilágyi 7-15 | Rareș Dumitrescu 15-11           | Médaille de bronze, Jeux olympiques |                  |        |
| Veniamin Reshetnikov                                  | Sabre individuel    | exempt           | Morehouse 6-15           |                          |                       |                    |                                  |                                     |                  |        |
| Alexey Yakimenko                                      | Sabre individuel    | exempt           | Herman Jansen Brito 15-4 | Daryl Homer 14-15        |                       |                    |                                  |                                     |                  |        |
| Nikolay Kovalev Veniamin Reshetnikov Alexey Yakimenko | Sabre par équipes   | NC               | NC                       | NC                       | États-Unis 45-33      | Roumanie 43-45     | Italie 40-45                     | 4e                                  |                  |        |

Femmes
| Athlète                                             | Compétition         | 1/32 de finale   | 1/16 de finale   | 1/8 de finale           | Quarts de finale      | Demi-finales       | Match pour la médaille de bronze | Match pour la médaille de bronze | Finale           | Finale                             |
| Athlète                                             | Compétition         | Adversaire Score | Adversaire Score | Adversaire Score        | Adversaire Score      | Adversaire Score   | Adversaire Score                 | Rang                             | Adversaire Score | Rang                               |
| --------------------------------------------------- | ------------------- | ---------------- | ---------------- | ----------------------- | --------------------- | ------------------ | -------------------------------- | -------------------------------- | ---------------- | ---------------------------------- |
| Violetta Kolobova                                   | Épée individuelle   | exempt           | Sozanska 14-15   |                         |                       |                    |                                  |                                  |                  |                                    |
| Lyubov Shutova                                      | Épée individuelle   | exempt           | Shemyakina 12-15 |                         |                       |                    |                                  |                                  |                  |                                    |
| Anna Sivkova                                        | Épée individuelle   | exempt           | Jung 15-12       | Anca Măroiu 11-15       |                       |                    |                                  |                                  |                  |                                    |
| Violetta Kolobova Lyubov Shutova Anna Sivkova       | Épée par équipes    | NC               | NC               | NC                      | Ukraine 45-34         | Chine 19-20        | États-Unis 30-31                 | 4e                               |                  |                                    |
| Aïda Chanaïeva                                      | Fleuret individuel  | exempt           | Jung 14-15       |                         |                       |                    |                                  |                                  |                  |                                    |
| Inna Deriglazova                                    | Fleuret individuel  | exempt           | Thibus 8-15      |                         |                       |                    |                                  |                                  |                  |                                    |
| Kamila Gafurzyanova                                 | Fleuret individuel  | exempt           | Synoradzka 15-8  | Arianna Errigo 7-15     |                       |                    |                                  |                                  |                  |                                    |
| Aïda Chanaïeva Inna Deriglazova Kamila Gafurzyanova | Fleuret par équipes | NC               | NC               | NC                      | Japon 45-17           | Corée du Sud 44-32 |                                  |                                  | Italie 31-45     | Médaille d'argent, Jeux olympiques |
| Julia Gavrilova                                     | Sabre individuel    | NC               | Zhivitsa 15-7    | Zhu Min 11-15           |                       |                    |                                  |                                  |                  |                                    |
| Sofia Velikaïa                                      | Sabre individuel    | NC               | Moutoussamy 15-6 | Alejandra Benitez 15-10 | Dagmara Wozniak 15-13 | Olha Kharlan 15-12 |                                  |                                  | Kim Ji-yeon 7-15 | Médaille d'argent, Jeux olympiques |

## Gymnastique

### Artistique
Hommes
| Athlète                                                                         | Compétition | Appareils | Appareils | Appareils | Appareils | Appareils | Appareils | Qualification | Qualification | Appareils | Appareils | Appareils | Appareils | Appareils | Appareils | Finale | Finale |
| Athlète                                                                         | Compétition | S         | CA        | A         | SC        | BP        | BF        | Total         | Rang          | S         | CA        | A         | SC        | BP        | BF        | Total  | Rang   |
| ------------------------------------------------------------------------------- | ----------- | --------- | --------- | --------- | --------- | --------- | --------- | ------------- | ------------- | --------- | --------- | --------- | --------- | --------- | --------- | ------ | ------ |
| Denis Ablyazin                                                                  | Individuel  |           |           |           |           |           |           |               | 15.800 (3°)   |           |           |           |           |           |           |        |        |
| Aleksandr Balandin                                                              | Individuel  |           |           |           |           |           |           |               |               |           |           |           |           |           |           |        |        |
| David Belyavskiy                                                                | Individuel  |           |           |           |           |           |           |               |               | 14.733    |           |           |           |           |           |        |        |
| Emin Garibov                                                                    | Individuel  |           |           |           |           |           |           |               |               |           |           |           |           |           |           |        |        |
| Igor Pakhomenko                                                                 | Individuel  |           |           |           |           |           |           |               |               |           |           |           |           |           |           |        |        |
| Denis Ablyazin Aleksandr Balandin David Belyavskiy Emin Garibov Igor Pakhomenko | Par équipes |           |           |           |           |           |           |               |               |           |           |           |           |           |           |        |        |

Femmes
| Athlète                                                                           | Compétition | Appareils | Appareils | Appareils | Appareils | Qualification | Qualification | Appareils | Appareils | Appareils | Appareils | Finale | Finale |
| Athlète                                                                           | Compétition | S         | SC        | BA        | P         | Total         | Rang          | S         | SC        | BA        | P         | Total  | Rang   |
| --------------------------------------------------------------------------------- | ----------- | --------- | --------- | --------- | --------- | ------------- | ------------- | --------- | --------- | --------- | --------- | ------ | ------ |
| Ksenia Afanasyeva                                                                 | Individuel  | 14.833    | -         | -         | 15.066    | 29.899        | -             |           |           |           |           |        |        |
| Anastasia Grishina                                                                | Individuel  | 14.066    | 14.333    | 14.033    | 14.900    | 57.332        | 12            |           |           |           |           |        |        |
| Viktoria Komova                                                                   | Individuel  | 13.900    | 15.633    | 15.833    | 15.266    | 60.632        | 1             |           |           |           |           |        |        |
| Aliya Mustafina                                                                   | Individuel  | 14.433    | 15.133    | 15.700    | 14.700    | 59.966        | 5             |           |           |           |           |        |        |
| Maria Paseka                                                                      | Individuel  | -         | 15.533    | 0.000     | -         | 15.533        | -             |           | 15.050    |           |           |        |        |
| Ksenia Afanasyeva Anastasia Grishina Viktoria Komova Aliya Mustafina Maria Paseka | Par équipes | 43.332    | 46.299    | 45.566    | 45.232    | 180.429       | 2             |           |           |           |           |        |        |

### Rythmique
| Athlète               | Compétition | Qualification | Qualification | Qualification | Qualification | Qualification | Qualification | Finale  | Finale | Finale | Finale | Finale | Finale |
| Athlète               | Compétition | Cerceau       | Ballon        | Massue        | Ruban         | Total         | Rang          | Cerceau | Ballon | Massue | Ruban  | Total  | Rang   |
| --------------------- | ----------- | ------------- | ------------- | ------------- | ------------- | ------------- | ------------- | ------- | ------ | ------ | ------ | ------ | ------ |
| Evgenia Kanaeva       | Individuel  |               |               |               |               |               |               |         |        |        |        |        |        |
| Aleksandra Merkoulova | Individuel  |               |               |               |               |               |               |         |        |        |        |        |        |

| Athlète | Compétition | Qualification | Qualification       | Qualification | Qualification | Finale    | Finale              | Finale | Finale |
| Athlète | Compétition | 5 ballons     | 3 rubans 2 cerceaux | Total         | Rang          | 5 ballons | 3 rubans 2 cerceaux | Total  | Rang   |
| --- | ----------- | ------------- | ------------------- | ------------- | ------------- | --------- | ------------------- | ------ | ------ |
| Anastasia Bliznyuk Ulyana Donskova Ksenia Dudkina Alina Makarenko Anastasia Nazarenko Karolina Sevastyanova | Par équipes |               |                     |               |               |           |                     |        |        |

### Trampoline
| Athlète           | Compétition | Séries | Séries | Finale | Finale |
| Athlète           | Compétition | Score  | Rang   | Score  | Rang   |
| ----------------- | ----------- | ------ | ------ | ------ | ------ |
| Nikita Fedorenko  | Hommes      |        |        |        |        |
| Dmitry Ushakov    | Hommes      |        |        |        |        |
| Victoria Voronina | Femmes      |        |        |        |        |

## Haltérophilie
| Hommes - 85 kg: Apti Aukhadov - 94 kg: Alexander Ivanov, Andrey Demanov - 105 kg: Khadjimourat Akkaïev, Dmitriy Klokov - +105 kg: Ruslan Albegov | Femmes - 63 kg: Svetlana Tsarukaeva - 69 kg: Oxana Slivenko - 75 kg: Nadezhda Yevstyukhina - +75 kg: Tatiana Kashirina |

## Handball

### Tournoi féminin
Classement
| # | Équipe          | Pts | J | G | N | P | BP  | BC  | Diff |
| - | --------------- | --- | - | - | - | - | --- | --- | ---- |
| 1 | Brésil          | 8   | 5 | 4 | 0 | 1 | 137 | 122 | +15  |
| 2 | Croatie         | 8   | 5 | 4 | 0 | 1 | 145 | 115 | +30  |
| 3 | Russie          | 7   | 5 | 3 | 1 | 1 | 151 | 125 | +26  |
| 4 | Monténégro      | 5   | 5 | 2 | 1 | 2 | 137 | 123 | +14  |
| 5 | Angola          | 2   | 5 | 1 | 0 | 4 | 133 | 142 | -9   |
| 6 | Grande-Bretagne | 0   | 5 | 0 | 0 | 5 | 91  | 166 | -75  |

|  | Qualifié pour les quarts de finale                                                                                       |
|  | Pts points ; J joués ; G victoires ; N nuls ; P défaites BP buts marqués ; BC buts encaissés ; Diff différence de points |

Matchs
| 28 juillet | Russie     | 30 - 27   | Angola   | Copper Box, Londres                  |                                      |
| 9 h 30     | Postnova 5 | (16 - 11) | Guialo 5 | Arbitrage : G. Nachevski, S. Nikolov | Arbitrage : G. Nachevski, S. Nikolov |
| 9 h 30     | Rapport    |           |          | Arbitrage : G. Nachevski, S. Nikolov | Arbitrage : G. Nachevski, S. Nikolov |

| 30 juillet | Grande-Bretagne | 16 - 37  | Russie                  | Copper Box, Londres                                  |                                                      |
| 14 h 30    | Byl 5           | (8 - 17) | Turei, Chernoivanenko 5 | Arbitrage : Charlotte Bonaventura, Julie Bonaventura | Arbitrage : Charlotte Bonaventura, Julie Bonaventura |
| 14 h 30    | Rapport         |          |                         | Arbitrage : Charlotte Bonaventura, Julie Bonaventura | Arbitrage : Charlotte Bonaventura, Julie Bonaventura |

| 1er août | Russie  | 28 - 30   | Croatie    | Copper Box, Londres              |                                  |
| 21 h 15  | Turei 6 | (15 - 15) | Penezic 10 | Arbitrage : C. Marina, D. Minore | Arbitrage : C. Marina, D. Minore |
| 21 h 15  | Rapport |           |            | Arbitrage : C. Marina, D. Minore | Arbitrage : C. Marina, D. Minore |

| 3 août  | Russie  | 31 - 27   | Brésil       | Copper Box, Londres               |                                   |
| 16 h 15 | Turei 7 | (15 - 14) | Nascimento 9 | Arbitrage : N. Lazaar, L. Reveret | Arbitrage : N. Lazaar, L. Reveret |
| 16 h 15 | Rapport |           |              | Arbitrage : N. Lazaar, L. Reveret | Arbitrage : N. Lazaar, L. Reveret |

| 5 août  | Monténégro           | 25 - 25   | Russie                          | Copper Box, Londres                       |                                           |
| 14 h 30 | Katarina Bulatovic 7 | (15 - 16) | Bliznova, Levina, Marennikova 4 | Arbitrage : K. Abrahamsen, A. Kristiansen | Arbitrage : K. Abrahamsen, A. Kristiansen |
| 14 h 30 | Rapport              |           |                                 | Arbitrage : K. Abrahamsen, A. Kristiansen | Arbitrage : K. Abrahamsen, A. Kristiansen |

Quart de Finale
| 7 août | Russie             | 23 - 24   | Corée du Sud  | Basketball Arena, Londres                                  |                                                            |
| 18h00  | Postnova, Levina 5 | (11 - 14) | Gwon Han-na 6 | Spectateurs : 4 553 Arbitrage : O. Raluy López, A. Sabroso | Spectateurs : 4 553 Arbitrage : O. Raluy López, A. Sabroso |
| 18h00  | Rapport            |           |               | Spectateurs : 4 553 Arbitrage : O. Raluy López, A. Sabroso | Spectateurs : 4 553 Arbitrage : O. Raluy López, A. Sabroso |

## Judo
Hommes
| Athlète             | Compétition     | 1/32 de finale      | 1/16 de finale      | 1/8 de finale       | Quarts de finale      | Demi-finales        | Repêchage 1         | Repêchage 2         | Finale              | Finale |
| Athlète             | Compétition     | Adversaire Résultat | Adversaire Résultat | Adversaire Résultat | Adversaire Résultat   | Adversaire Résultat | Adversaire Résultat | Adversaire Résultat | Adversaire Résultat | Rang   |
| ------------------- | --------------- | ------------------- | ------------------- | ------------------- | --------------------- | ------------------- | ------------------- | ------------------- | ------------------- | ------ |
| Arsen Galstyan      | Moins de 60 kg  |                     |                     |                     |                       |                     |                     |                     |                     |        |
| Musa Mogushkov      | Moins de 66 kg  |                     |                     |                     |                       |                     |                     |                     |                     |        |
| Mansur Isaev        | Moins de 73 kg  |                     | Kiyoshi Uematsu     | Rustam Orujov       | Nyam-Ochir Sainjargal | K-C Wang (KOR)      |                     |                     | R Nakaya (JPN)      |        |
| Ivan Nifontov       | Moins de 81 kg  | NC                  |                     |                     |                       |                     |                     |                     |                     |        |
| Kirill Denisov      | Moins de 90 kg  | NC                  |                     |                     |                       |                     |                     |                     |                     |        |
| Tagir Khaybulaev    | Moins de 100 kg | NC                  |                     |                     |                       |                     |                     |                     |                     |        |
| Alexander Mikhaylin | Plus de 100 kg  | NC                  |                     |                     |                       |                     |                     |                     |                     |        |

Femmes
| Athlète             | Compétition    | 1/16 de finale      | 1/8 de finale       | Quarts de finale    | Demi-finales        | Repêchage 1         | Repêchage 2         | Finale              | Finale |
| Athlète             | Compétition    | Adversaire Résultat | Adversaire Résultat | Adversaire Résultat | Adversaire Résultat | Adversaire Résultat | Adversaire Résultat | Adversaire Résultat | Rang   |
| ------------------- | -------------- | ------------------- | ------------------- | ------------------- | ------------------- | ------------------- | ------------------- | ------------------- | ------ |
| Natalia Kondratieva | Moins de 48 kg |                     |                     |                     |                     |                     |                     |                     |        |
| Natalia Kuzyutina   | Moins de 52 kg |                     |                     |                     |                     |                     |                     |                     |        |
| Irina Zabludina     | Moins de 57 kg |                     |                     |                     |                     |                     |                     |                     |        |
| Vera Moskalyuk      | Moins de 78 kg |                     |                     |                     |                     |                     |                     |                     |        |
| Ielena Ivachtchenko | Plus de 78 kg  |                     |                     |                     |                     |                     |                     |                     |        |

## Tennis
| Hommes - Simples - Nikolay Davydenko - Mikhail Youzhny - Dmitri Toursounov - Alex Bogomolov - doubles - Mikhail Youzhny / Nikolay Davydenko - Alex Bogomolov / Dmitri Toursounov | Femmes - Simples - Maria Sharapova - Nadia Petrova - Maria Kirilenko - Vera Zvonareva - doubles - Maria Kirilenko / Nadia Petrova - Elena Vesnina / Ekaterina Makarova |

## Tennis de table
Hommes
| Athlète                                          | Compétition | Tour préliminaire | 1er tour         | 2e tour          | 3e tour          | 4e tour          | Quarts de finale | Demi-finales     | Finale           | Finale |
| Athlète                                          | Compétition | Adversaire Score  | Adversaire Score | Adversaire Score | Adversaire Score | Adversaire Score | Adversaire Score | Adversaire Score | Adversaire Score | Rang   |
| ------------------------------------------------ | ----------- | ----------------- | ---------------- | ---------------- | ---------------- | ---------------- | ---------------- | ---------------- | ---------------- | ------ |
| Alexander Shibaev                                | Simple      |                   |                  |                  |                  |                  |                  |                  |                  |        |
| Alexey Smirnov                                   | Simple      |                   |                  |                  |                  |                  |                  |                  |                  |        |
| Alexander Shibaev Kirill Skachkov Alexey Smirnov | Par équipes | NC                |                  | NC               | NC               | NC               |                  |                  |                  |        |

Femmes
| Athlète          | Compétition | Tour préliminaire | 1er tour         | 2e tour          | 3e tour          | 4e tour          | Quarts de finale | Demi-finales     | Finale           | Finale |
| Athlète          | Compétition | Adversaire Score  | Adversaire Score | Adversaire Score | Adversaire Score | Adversaire Score | Adversaire Score | Adversaire Score | Adversaire Score | Rang   |
| ---------------- | ----------- | ----------------- | ---------------- | ---------------- | ---------------- | ---------------- | ---------------- | ---------------- | ---------------- | ------ |
| Yana Noskova     | Simple      |                   |                  |                  |                  |                  |                  |                  |                  |        |
| Anna Tikhomirova | Simple      |                   |                  |                  |                  |                  |                  |                  |                  |        |

## Tir
Hommes
| Athlète           | Compétition                  | Qualification | Qualification | Finale | Finale |
| Athlète           | Compétition                  | Points        | Rang          | Points | Rang   |
| ----------------- | ---------------------------- | ------------- | ------------- | ------ | ------ |
| Alekseï Alipov    | Trap                         |               |               |        |        |
| Leonid Ekimov     | Pistolet à 10 m air comprimé |               |               |        |        |
| Leonid Ekimov     | Pistolet à 25 m tir rapide   |               |               |        |        |
| Leonid Ekimov     | Pistolet à 50 m              |               |               |        |        |
| Vitaly Fokeev     | Double trap                  |               |               |        |        |
| Vladimir Isakov   | Pistolet à 50 m              |               |               |        |        |
| Alexei Kamenski   | Carabine à 10 m air comprimé |               |               |        |        |
| Artem Khadjibekov | Carabine à 50 m tir couché   |               |               |        |        |
| Artem Khadjibekov | Carabine à 50 m 3 positions  |               |               |        |        |
| Alekseï Klimov    | Pistolet à 25 m tir rapide   |               |               |        |        |
| Maxim Kosarev     | Trap                         |               |               |        |        |
| Sergei Kovalenko  | Carabine à 50 m tir couché   |               |               |        |        |
| Denis Kulakov     | Pistolet à 10 m air comprimé |               |               |        |        |
| Vasily Mosin      | Double trap                  |               |               |        |        |
| Valeriy Shomin    | Skeet                        |               |               |        |        |
| Alexandre Sokolov | Carabine à 10 m air comprimé |               |               |        |        |
| Denis Sokolov     | Carabine à 50 m 3 positions  |               |               |        |        |

Femmes
| Athlète          | Compétition                  | Qualification | Qualification | Finale | Finale |
| Athlète          | Compétition                  | Points        | Rang          | Points | Rang   |
| ---------------- | ---------------------------- | ------------- | ------------- | ------ | ------ |
| Marina Belikova  | Skeet                        |               |               |        |        |
| Lioubov Galkina  | Carabine à 10 m air comprimé |               |               |        |        |
| Lioubov Galkina  | Carabine 50 m 3 positions    |               |               |        |        |
| Anna Mastyanina  | Pistolet à 25 m              |               |               |        |        |
| Kira Mozgalova   | Pistolet à 25 m              |               |               |        |        |
| Natalia Paderina | Pistolet à 10 m air comprimé |               |               |        |        |
| Elena Tkach      | Trap                         |               |               |        |        |
| Daria Vdovina    | Carabine à 10 m air comprimé |               |               |        |        |
| Daria Vdovina    | Carabine 50 m 3 positions    |               |               |        |        |
| Liubov Yaskevich | Pistolet à 10 m air comprimé |               |               |        |        |

## Tir à l'arc
| Athlète                                         | Compétition        | Tour préliminaire | Tour préliminaire | 1er tour         | 2e tour          | 3e tour          | Quarts de finale | Demi-finales     | Finale           | Finale |
| Athlète                                         | Compétition        | Score             | Rang              | Adversaire Score | Adversaire Score | Adversaire Score | Adversaire Score | Adversaire Score | Adversaire Score | Rang   |
| ----------------------------------------------- | ------------------ | ----------------- | ----------------- | ---------------- | ---------------- | ---------------- | ---------------- | ---------------- | ---------------- | ------ |
| Inna Stepanova                                  | Individuel femmes  |                   |                   |                  |                  |                  |                  |                  |                  |        |
| Ksenia Perova                                   | Individuel femmes  |                   |                   |                  |                  |                  |                  |                  |                  |        |
| Kristina Timofeeva                              | Individuel femmes  |                   |                   |                  |                  |                  |                  |                  |                  |        |
| Inna Stepanova Ksenia Perova Kristina Timofeeva | Par équipes femmes |                   |                   | NC               | NC               |                  |                  |                  |                  |        |

## Triathlon
| Hommes - Ivan Vasiliev - Alexander Bryukhankov - Dmitry Polyanskiy | Femmes - Irina Abysova - Alexandra Razarenova |

## Volley-ball

### Beach-volley
| Athlète                              | Compétition      | Tour préliminaire                                                                | Classement | Rattrapage        | Huitièmes de finale | Quarts de finale  | Demi-finales      | Finale            | Finale |  |
| Athlète                              | Compétition      | Adversaires Score                                                                | Classement | Adversaires Score | Adversaires Score   | Adversaires Score | Adversaires Score | Adversaires Score | Rang   |  |
| ------------------------------------ | ---------------- | -------------------------------------------------------------------------------- | ---------- | ----------------- | ------------------- | ----------------- | ----------------- | ----------------- | ------ |  |
| Sergey Prokopiev Konstantin Semenov  | Tournoi masculin | Poule C Brink – Reckermann (GER) Chevallier – Heyer (SUI) Wu – Xu (CHN)          |            |                   |                     |                   |                   |                   |        |  |
| Ekaterina Khomyakova Evgenia Ukolova | Tournoi féminin  | Poule F Cicolari – Menegatti (ITA) Lessard – Martin (CAN) Dampney – Mullin (GBR) |            |                   |                     |                   |                   |                   |        |  |
| Anastasia Vasina Anna Vozakova       | Tournoi féminin  | Poule B Xue – Zhang (CHN) Arvaníti – Tsiartsiani (GRE) Kuhn – Zumkehr (SUI)      |            |                   |                     |                   |                   |                   |        |  |

### Volley-ball (indoor)

#### Tournoi masculin
Classement
Les quatre premières équipes de la poule sont qualifiées.
- Qualifiés pour les quarts de finale
- Éliminés

| # | Équipe     | Pts | J | G | Gt | Pt | P | Sp | Sc | Ratio | Pp | Pc | Ratio |
| 1 | Brésil     | 0   | 0 | 0 | 0  | 0  | 0 | 0  | 0  | MAX   | 0  | 0  |       |
| 2 | Russie     | 0   | 0 | 0 | 0  | 0  | 0 | 0  | 0  | MAX   | 0  | 0  |       |
| 3 | États-Unis | 0   | 0 | 0 | 0  | 0  | 0 | 0  | 0  | MAX   | 0  | 0  |       |
| 4 | Serbie     | 0   | 0 | 0 | 0  | 0  | 0 | 0  | 0  | MAX   | 0  | 0  |       |
| 5 | Allemagne  | 0   | 0 | 0 | 0  | 0  | 0 | 0  | 0  | MAX   | 0  | 0  |       |
| 6 | Tunisie    | 0   | 0 | 0 | 0  | 0  | 0 | 0  | 0  | MAX   | 0  | 0  |       |

Matchs

#### Tournoi féminin
Classement
Les quatre premières équipes de la poule sont qualifiées.
- Qualifiés pour les quarts de finale
- Éliminés

| # | Équipe                 | Pts | J | G | Gt | Pt | P | Sp | Sc | Ratio | Pp | Pc | Ratio |
| 1 | Grande-Bretagne        | 0   | 0 | 0 | 0  | 0  | 0 | 0  | 0  | MAX   | 0  | 0  |       |
| 2 | Japon                  | 0   | 0 | 0 | 0  | 0  | 0 | 0  | 0  | MAX   | 0  | 0  |       |
| 3 | Italie                 | 0   | 0 | 0 | 0  | 0  | 0 | 0  | 0  | MAX   | 0  | 0  |       |
| 4 | Russie                 | 0   | 0 | 0 | 0  | 0  | 0 | 0  | 0  | MAX   | 0  | 0  |       |
| 5 | République dominicaine | 0   | 0 | 0 | 0  | 0  | 0 | 0  | 0  | MAX   | 0  | 0  |       |
| 6 | Algérie                | 0   | 0 | 0 | 0  | 0  | 0 | 0  | 0  | MAX   | 0  | 0  |       |

Matchs